# Ronde van Frankrijk 2025
De 112e editie van de Ronde van Frankrijk werd verreden van 5 tot en met 27 juli 2025 en deze editie vond geheel op Frans grondgebied plaats. De start vond plaats op 5 juli in Rijsel (Lille), en de finish traditioneel op de Avenue des Champs-Élysées in Parijs, op zondag 27 juli 2025. Tijdens de zes bergetappes werden onder andere de Tourmalet en de Mont Ventoux beklommen. Een primeur was er in de laatste etappe, waarin er in Parijs drie keer Montmartre werd beklommen.

## Deelnemende ploegen
De achttien UCI World Tour-teams van dit seizoen plus de twee UCI ProTeams van Lotto en Israel-Premier Tech waren verzekerd van deelname aan de ronde. De organisatie deelde daarnaast een wildcard uit aan Uno-X Pro Cycling Team, TotalEnergies en Tudor Pro Cycling Team. Tudor debuteert daarmee in de Tour.

### Deelnemerslijst
| UAE Team Emirates XRG UAD                      | UAE Team Emirates XRG UAD    | UAE Team Emirates XRG UAD |
| ---------------------------------------------- | ---------------------------- | ------------------------- |
| Nummer                                         | Wielrenner                   | Ranglijst                 |
| 1                                              | Tadej Pogačar (SLO) (weg)    | 1e                        |
| 2                                              | João Almeida (POR)           | AB-9                      |
| 3                                              | Jhonatan Narváez (ECU) (weg) | 13e                       |
| 4                                              | Nils Politt (GER)            | 75e                       |
| 5                                              | Pavel Sivakov (FRA)          | 87e                       |
| 6                                              | Marc Soler (ESP)             | 29e                       |
| 7                                              | Tim Wellens (BEL) (weg)      | 37e                       |
| 8                                              | Adam Yates (GBR)             | 24e                       |
| Ploegleider : Marco Marcato, Simone Pedrazzini |                              |                           |

| Team Visma \| Lease a Bike TVL                                   | Team Visma \| Lease a Bike TVL | Team Visma \| Lease a Bike TVL |
| ---------------------------------------------------------------- | ------------------------------ | ------------------------------ |
| Nummer                                                           | Wielrenner                     | Ranglijst                      |
| 11                                                               | Jonas Vingegaard (DEN)         | 2e                             |
| 12                                                               | Edoardo Affini (ITA) (chrono)  | 118e                           |
| 13                                                               | Tiesj Benoot (BEL)             | 54e                            |
| 14                                                               | Victor Campenaerts (BEL)       | 28e                            |
| 15                                                               | Matteo Jorgenson (USA)         | 19e                            |
| 16                                                               | Sepp Kuss (USA)                | 17e                            |
| 17                                                               | Wout van Aert (BEL)            | 67e                            |
| 18                                                               | Simon Yates (GBR)              | 15e                            |
| Ploegleider : Frans Maassen, Arthur van Dongen, Grischa Niermann |                                |                                |

| Soudal Quick-Step SOQ                    | Soudal Quick-Step SOQ                | Soudal Quick-Step SOQ |
| ---------------------------------------- | ------------------------------------ | --------------------- |
| Nummer                                   | Wielrenner                           | Ranglijst             |
| 21                                       | Remco Evenepoel (BEL) (chrono)       | AB-14                 |
| 22                                       | Mattia Cattaneo (ITA)                | AB-7                  |
| 23                                       | Pascal Eenkhoorn (NED)               | 49e                   |
| 24                                       | Tim Merlier (BEL) (weg)              | 148e                  |
| 25                                       | Valentin Paret-Peintre (FRA)         | 41e                   |
| 26                                       | Maximilian Schachmann (GER) (chrono) | 68e                   |
| 27                                       | Bert Van Lerberghe (BEL)             | 147e                  |
| 28                                       | Ilan Van Wilder (BEL)                | 32e                   |
| Ploegleider : Klaas Lodewyck, Tom Steels |                                      |                       |

| EF Education-EasyPost EFE                     | EF Education-EasyPost EFE | EF Education-EasyPost EFE |
| --------------------------------------------- | ------------------------- | ------------------------- |
| Nummer                                        | Wielrenner                | Ranglijst                 |
| 31                                            | Ben Healy (IRL)           | 9e                        |
| 32                                            | Vincenzo Albanese (ITA)   | 114e                      |
| 33                                            | Kasper Asgreen (DEN)      | 91e                       |
| 34                                            | Alex Baudin (FRA)         | 46e                       |
| 35                                            | Neilson Powless (USA)     | 47e                       |
| 36                                            | Harry Sweeny (AUS)        | 35e                       |
| 37                                            | Michael Valgren (DEN)     | 72e                       |
| 38                                            | Marijn van den Berg (NED) | NP-10                     |
| Ploegleider : Andreas Klier, Charles Wegelius |                           |                           |

| Intermarché-Wanty IWA                            | Intermarché-Wanty IWA           | Intermarché-Wanty IWA |
| ------------------------------------------------ | ------------------------------- | --------------------- |
| Nummer                                           | Wielrenner                      | Ranglijst             |
| 41                                               | Biniam Girmay (ERI)             | 132e                  |
| 42                                               | Louis Barré (FRA)               | 82e                   |
| 43                                               | Vito Braet (BEL)                | 143e                  |
| 44                                               | Hugo Page (FRA)                 | 138e                  |
| 45                                               | Laurenz Rex (BEL)               | 141e                  |
| 46                                               | Jonas Rutsch (GER)              | 128e                  |
| 47                                               | Roel van Sintmaartensdijk (NED) | 156e                  |
| 48                                               | Georg Zimmermann (GER) (weg)    | NP-10                 |
| Ploegleider : Pieter Vanspeybrouck, Aike Visbeek |                                 |                       |

| Bahrain Victorious TBV                             | Bahrain Victorious TBV  | Bahrain Victorious TBV |
| -------------------------------------------------- | ----------------------- | ---------------------- |
| Nummer                                             | Wielrenner              | Ranglijst              |
| 51                                                 | Santiago Buitrago (COL) | 40e                    |
| 52                                                 | Phil Bauhaus (GER)      | 151e                   |
| 53                                                 | Kamil Gradek (POL)      | 155e                   |
| 54                                                 | Jack Haig (AUS)         | AB-7                   |
| 55                                                 | Lenny Martinez (FRA)    | 79e                    |
| 56                                                 | Matej Mohorič (SLO)     | 126e                   |
| 57                                                 | Robert Stannard (AUS)   | 123e                   |
| 58                                                 | Fred Wright (GBR)       | 104e                   |
| Ploegleider : Roman Kreuziger, Vladimir Miholjević |                         |                        |

| Ineos Grenadiers IGD                              | Ineos Grenadiers IGD         | Ineos Grenadiers IGD |
| ------------------------------------------------- | ---------------------------- | -------------------- |
| Nummer                                            | Wielrenner                   | Ranglijst            |
| 61                                                | Geraint Thomas (GBR)         | 58e                  |
| 62                                                | Thymen Arensman (NED)        | 12e                  |
| 63                                                | Tobias Foss (NOR) (chrono)   | 70e                  |
| 64                                                | Filippo Ganna (ITA) (chrono) | AB-1                 |
| 65                                                | Axel Laurance (FRA)          | 53e                  |
| 66                                                | Carlos Rodríguez (ESP)       | NP-18                |
| 67                                                | Connor Swift (GBR)           | 109e                 |
| 68                                                | Samuel Watson (GBR) (weg)    | 115e                 |
| Ploegleider : Kurt-Asle Arvesen, Zakkari Dempster |                              |                      |

| Red Bull-Bora-Hansgrohe RBH                     | Red Bull-Bora-Hansgrohe RBH  | Red Bull-Bora-Hansgrohe RBH |
| ----------------------------------------------- | ---------------------------- | --------------------------- |
| Nummer                                          | Wielrenner                   | Ranglijst                   |
| 71                                              | Primož Roglič (SLO)          | 8e                          |
| 72                                              | Florian Lipowitz (GER)       | 3e                          |
| 73                                              | Jordi Meeus (BEL)            | 158e                        |
| 74                                              | Gianni Moscon (ITA)          | 105e                        |
| 75                                              | Laurence Pithie (NZL)        | 89e                         |
| 76                                              | Mick van Dijke (NED)         | 113e                        |
| 77                                              | Danny van Poppel (NED) (weg) | NP-17                       |
| 78                                              | Aleksandr Vlasov             | 27e                         |
| Ploegleider : Bernhard Eisel, Enrico Gasparotto |                              |                             |

| Lidl-Trek LTK                               | Lidl-Trek LTK                      | Lidl-Trek LTK |
| ------------------------------------------- | ---------------------------------- | ------------- |
| Nummer                                      | Wielrenner                         | Ranglijst     |
| 81                                          | Jonathan Milan (ITA)               | 146e          |
| 82                                          | Simone Consonni (ITA)              | 160e          |
| 83                                          | Thibau Nys (BEL)                   | 116e          |
| 84                                          | Quinn Simmons (USA) (weg)          | 59e           |
| 85                                          | Mattias Skjelmose (DEN)            | AB-14         |
| 86                                          | Toms Skujiņš (LAT) (weg en chrono) | 95e           |
| 87                                          | Jasper Stuyven (BEL)               | 62e           |
| 88                                          | Edward Theuns (BEL)                | 159e          |
| Ploegleider : Kim Andersen, Steven de Jongh |                                    |               |

| Groupama-FDJ GFC                                  | Groupama-FDJ GFC                | Groupama-FDJ GFC |
| ------------------------------------------------- | ------------------------------- | ---------------- |
| Nummer                                            | Wielrenner                      | Ranglijst        |
| 91                                                | Guillaume Martin-Guyonnet (FRA) | 16e              |
| 92                                                | Lewis Askey (GBR)               | 127e             |
| 93                                                | Cyril Barthe (FRA)              | NP-18            |
| 94                                                | Romain Grégoire (FRA)           | 34e              |
| 95                                                | Valentin Madouas (FRA)          | 21e              |
| 96                                                | Quentin Pacher (FRA)            | 45e              |
| 97                                                | Paul Penhoët (FRA)              | 111e             |
| 98                                                | Clément Russo (FRA)             | 93e              |
| Ploegleider : Stéphane Goubert, Benoît Vaugrenard |                                 |                  |

| Alpecin-Deceuninck ADC                              | Alpecin-Deceuninck ADC     | Alpecin-Deceuninck ADC |
| --------------------------------------------------- | -------------------------- | ---------------------- |
| Nummer                                              | Wielrenner                 | Ranglijst              |
| 101                                                 | Jasper Philipsen (BEL)     | AB-3                   |
| 102                                                 | Silvan Dillier (SUI)       | 131e                   |
| 103                                                 | Kaden Groves (AUS)         | 86e                    |
| 104                                                 | Xandro Meurisse (BEL)      | 22e                    |
| 105                                                 | Jonas Rickaert (BEL)       | 98e                    |
| 106                                                 | Mathieu van der Poel (NED) | NP-16                  |
| 107                                                 | Gianni Vermeersch (BEL)    | 103e                   |
| 108                                                 | Emiel Verstrynge (BEL)     | 65e                    |
| Ploegleider : Christoph Roodhooft, Frederik Willems |                            |                        |

| Tudor Pro Cycling Team TUD                        | Tudor Pro Cycling Team TUD | Tudor Pro Cycling Team TUD |
| ------------------------------------------------- | -------------------------- | -------------------------- |
| Nummer                                            | Wielrenner                 | Ranglijst                  |
| 111                                               | Julian Alaphilippe (FRA)   | 56e                        |
| 112                                               | Alberto Dainese (ITA)      | 119e                       |
| 113                                               | Marco Haller (AUT)         | 97e                        |
| 114                                               | Marc Hirschi (SUI)         | 78e                        |
| 115                                               | Fabian Lienhard (SUI)      | 157e                       |
| 116                                               | Marius Mayrhofer (GER)     | 83e                        |
| 117                                               | Michael Storer (AUS)       | 42e                        |
| 118                                               | Matteo Trentin (ITA)       | 99e                        |
| Ploegleider : Sylvain Blanquefort, Matteo Tosatto |                            |                            |

| Team Jayco AlUla JAY                           | Team Jayco AlUla JAY               | Team Jayco AlUla JAY |
| ---------------------------------------------- | ---------------------------------- | -------------------- |
| Nummer                                         | Wielrenner                         | Ranglijst            |
| 121                                            | Ben O'Connor (AUS)                 | 11e                  |
| 122                                            | Eddie Dunbar (IRL)                 | AB-8                 |
| 123                                            | Luke Durbridge (AUS) (weg)         | 137e                 |
| 124                                            | Dylan Groenewegen (NED)            | 150e                 |
| 125                                            | Luka Mezgec (SLO)                  | 152e                 |
| 126                                            | Lucas Plapp (AUS) (chrono)         | 121e                 |
| 127                                            | Elmar Reinders (NED)               | 140e                 |
| 128                                            | Mauro Schmid (SUI) (weg en chrono) | 101e                 |
| Ploegleider : Steve Cummings, David McPartland |                                    |                      |

| Arkéa-B&B Hotels ARK                     | Arkéa-B&B Hotels ARK     | Arkéa-B&B Hotels ARK |
| ---------------------------------------- | ------------------------ | -------------------- |
| Nummer                                   | Wielrenner               | Ranglijst            |
| 131                                      | Kévin Vauquelin (FRA)    | 7e                   |
| 132                                      | Amaury Capiot (BEL)      | 136e                 |
| 133                                      | Ewen Costiou (FRA)       | 51e                  |
| 134                                      | Arnaud Démare (FRA)      | 153e                 |
| 135                                      | Raúl García Pierna (ESP) | 26e                  |
| 136                                      | Mathis Le Berre (FRA)    | 61e                  |
| 137                                      | Cristian Rodríguez (ESP) | 20e                  |
| 138                                      | Clément Venturini (FRA)  | 43e                  |
| Ploegleider : Yvon Ledanois, Didier Rous |                          |                      |

| Movistar Team MOV                                | Movistar Team MOV       | Movistar Team MOV |
| ------------------------------------------------ | ----------------------- | ----------------- |
| Nummer                                           | Wielrenner              | Ranglijst         |
| 141                                              | Enric Mas (ESP)         | AB-18             |
| 142                                              | William Barta (USA)     | 102e              |
| 143                                              | Pablo Castrillo (ESP)   | 110e              |
| 144                                              | Nélson Oliveira (POR)   | 74e               |
| 145                                              | Iván García (ESP)       | 117e              |
| 146                                              | Gregor Mühlberger (AUT) | 18e               |
| 147                                              | Iván Romeo (ESP) (weg)  | 107e              |
| 148                                              | Einer Rubio (COL)       | 31e               |
| Ploegleider : José Vicente García, Pablo Lastras |                         |                   |

| Decathlon-AG2R La Mondiale DAT             | Decathlon-AG2R La Mondiale DAT | Decathlon-AG2R La Mondiale DAT |
| ------------------------------------------ | ------------------------------ | ------------------------------ |
| Nummer                                     | Wielrenner                     | Ranglijst                      |
| 151                                        | Felix Gall (AUT)               | 5e                             |
| 152                                        | Bruno Armirail (FRA) (chrono)  | 50e                            |
| 153                                        | Clément Berthet (FRA)          | 36e                            |
| 154                                        | Stefan Bissegger (SUI)         | AB-1                           |
| 155                                        | Oliver Naesen (BEL)            | 73e                            |
| 156                                        | Aurélien Paret-Peintre (FRA)   | 25e                            |
| 157                                        | Callum Scotson (AUS)           | 33e                            |
| 158                                        | Bastien Tronchon (FRA)         | 77e                            |
| Ploegleider : Cyril Dessel, Sébastien Joly |                                |                                |

| Cofidis COF                                         | Cofidis COF            | Cofidis COF |
| --------------------------------------------------- | ---------------------- | ----------- |
| Nummer                                              | Wielrenner             | Ranglijst   |
| 161                                                 | Emanuel Buchmann (GER) | 30e         |
| 162                                                 | Alex Aranburu (ESP)    | 81e         |
| 163                                                 | Bryan Coquard (FRA)    | NP-14       |
| 164                                                 | Jon Izagirre (ESP)     | 69e         |
| 165                                                 | Alexis Renard (FRA)    | 145e        |
| 166                                                 | Dylan Teuns (BEL)      | 90e         |
| 167                                                 | Benjamin Thomas (FRA)  | 154e        |
| 168                                                 | Damien Touzé (FRA)     | 94e         |
| Ploegleider : Gorka Gerrikagoitia, Thierry Marichal |                        |             |

| XDS Astana Team XAT                        | XDS Astana Team XAT                    | XDS Astana Team XAT |
| ------------------------------------------ | -------------------------------------- | ------------------- |
| Nummer                                     | Wielrenner                             | Ranglijst           |
| 171                                        | Harold Tejada (COL)                    | 44e                 |
| 172                                        | Davide Ballerini (ITA)                 | 135e                |
| 173                                        | Cees Bol (NED)                         | NP-12               |
| 174                                        | Clément Champoussin (FRA)              | 85e                 |
| 175                                        | Jevgeni Fjodorov (KAZ) (weg en chrono) | NP-20               |
| 176                                        | Sergio Higuita (COL)                   | 14e                 |
| 177                                        | Mike Teunissen (NED)                   | 80e                 |
| 178                                        | Simone Velasco (ITA)                   | 38e                 |
| Ploegleider : Dmitri Fofonov, Mark Renshaw |                                        |                     |

| Team TotalEnergies TEN                       | Team TotalEnergies TEN   | Team TotalEnergies TEN |
| -------------------------------------------- | ------------------------ | ---------------------- |
| Nummer                                       | Wielrenner               | Ranglijst              |
| 181                                          | Steff Cras (BEL)         | AB-14                  |
| 182                                          | Mathieu Burgaudeau (FRA) | 63e                    |
| 183                                          | Alexandre Delettre (FRA) | 55e                    |
| 184                                          | Thomas Gachignard (FRA)  | 60e                    |
| 185                                          | Emilien Jeannière (FRA)  | NP-5                   |
| 186                                          | Jordan Jegat (FRA)       | 10e                    |
| 187                                          | Anthony Turgis (FRA)     | 106e                   |
| 188                                          | Mattéo Vercher (FRA)     | 124e                   |
| Ploegleider : Lylian Lebreton, Romain Sicard |                          |                        |

| Team Picnic-PostNL TPP                           | Team Picnic-PostNL TPP     | Team Picnic-PostNL TPP |
| ------------------------------------------------ | -------------------------- | ---------------------- |
| Nummer                                           | Wielrenner                 | Ranglijst              |
| 191                                              | Oscar Onley (GBR)          | 4e                     |
| 192                                              | Warren Barguil (FRA)       | 23e                    |
| 193                                              | Pavel Bittner (CZE)        | 133e                   |
| 194                                              | Sean Flynn (GBR)           | 134e                   |
| 195                                              | Tobias Lund Andresen (DEN) | 96e                    |
| 196                                              | Niklas Märkl (GER)         | 112e                   |
| 197                                              | Tim Naberman (NED)         | 120e                   |
| 198                                              | Frank van den Broek (NED)  | 39e                    |
| Ploegleider : Christian Guiberteau, Pim Ligthart |                            |                        |

| Israel-Premier Tech IPT                | Israel-Premier Tech IPT | Israel-Premier Tech IPT |
| -------------------------------------- | ----------------------- | ----------------------- |
| Nummer                                 | Wielrenner              | Ranglijst               |
| 201                                    | Michael Woods (CAN)     | 52e                     |
| 202                                    | Pascal Ackermann (GER)  | 125e                    |
| 203                                    | Joseph Blackmore (GBR)  | 48e                     |
| 204                                    | Guillaume Boivin (CAN)  | 149e                    |
| 205                                    | Matis Louvel (FRA)      | 100e                    |
| 206                                    | Aleksej Loetsenko (KAZ) | 92e                     |
| 207                                    | Krists Neilands (LAT)   | 88e                     |
| 208                                    | Jake Stewart (GBR)      | 108e                    |
| Ploegleider : Steve Bauer, Dror Pekatz |                         |                         |

| Lotto LOT                                | Lotto LOT                 | Lotto LOT |
| ---------------------------------------- | ------------------------- | --------- |
| Nummer                                   | Wielrenner                | Ranglijst |
| 211                                      | Arnaud De Lie (BEL)       | 142e      |
| 212                                      | Jenno Berckmoes (BEL)     | 66e       |
| 213                                      | Jasper De Buyst (BEL)     | NP-5      |
| 214                                      | Jarrad Drizners (AUS)     | 129e      |
| 215                                      | Sébastien Grignard (BEL)  | 144e      |
| 216                                      | Eduardo Sepúlveda (ARG)   | 122e      |
| 217                                      | Lennert Van Eetvelt (BEL) | NP-15     |
| 218                                      | Brent Van Moer (BEL)      | 84e       |
| Ploegleider : Mario Aerts, Tony Gallopin |                           |           |

| Uno-X Mobility UXM                                                | Uno-X Mobility UXM               | Uno-X Mobility UXM |
| ----------------------------------------------------------------- | -------------------------------- | ------------------ |
| Nummer                                                            | Wielrenner                       | Ranglijst          |
| 221                                                               | Tobias Halland Johannessen (NOR) | 6e                 |
| 222                                                               | Jonas Abrahamsen (NOR)           | 71e                |
| 223                                                               | Magnus Cort (DEN)                | 130e               |
| 224                                                               | Stian Fredheim (NOR)             | 139e               |
| 225                                                               | Markus Hoelgaard (NOR)           | 64e                |
| 226                                                               | Anders Halland Johannessen (NOR) | 76e                |
| 227                                                               | Andreas Leknessund (NOR) (weg)   | 57e                |
| 228                                                               | Søren Wærenskjold (NOR)          | AB-10              |
| Ploegleider : Stig Kristiansen, Gabriel Rasch, Christian Andersen |                                  |                    |

| UAE Team Emirates XRG UAD                      | UAE Team Emirates XRG UAD    | UAE Team Emirates XRG UAD |
| ---------------------------------------------- | ---------------------------- | ------------------------- |
| Nummer                                         | Wielrenner                   | Ranglijst                 |
| 1                                              | Tadej Pogačar (SLO) (weg)    | 1e                        |
| 2                                              | João Almeida (POR)           | AB-9                      |
| 3                                              | Jhonatan Narváez (ECU) (weg) | 13e                       |
| 4                                              | Nils Politt (GER)            | 75e                       |
| 5                                              | Pavel Sivakov (FRA)          | 87e                       |
| 6                                              | Marc Soler (ESP)             | 29e                       |
| 7                                              | Tim Wellens (BEL) (weg)      | 37e                       |
| 8                                              | Adam Yates (GBR)             | 24e                       |
| Ploegleider : Marco Marcato, Simone Pedrazzini |                              |                           |

| Team Visma \| Lease a Bike TVL                                   | Team Visma \| Lease a Bike TVL | Team Visma \| Lease a Bike TVL |
| ---------------------------------------------------------------- | ------------------------------ | ------------------------------ |
| Nummer                                                           | Wielrenner                     | Ranglijst                      |
| 11                                                               | Jonas Vingegaard (DEN)         | 2e                             |
| 12                                                               | Edoardo Affini (ITA) (chrono)  | 118e                           |
| 13                                                               | Tiesj Benoot (BEL)             | 54e                            |
| 14                                                               | Victor Campenaerts (BEL)       | 28e                            |
| 15                                                               | Matteo Jorgenson (USA)         | 19e                            |
| 16                                                               | Sepp Kuss (USA)                | 17e                            |
| 17                                                               | Wout van Aert (BEL)            | 67e                            |
| 18                                                               | Simon Yates (GBR)              | 15e                            |
| Ploegleider : Frans Maassen, Arthur van Dongen, Grischa Niermann |                                |                                |

| Soudal Quick-Step SOQ                    | Soudal Quick-Step SOQ                | Soudal Quick-Step SOQ |
| ---------------------------------------- | ------------------------------------ | --------------------- |
| Nummer                                   | Wielrenner                           | Ranglijst             |
| 21                                       | Remco Evenepoel (BEL) (chrono)       | AB-14                 |
| 22                                       | Mattia Cattaneo (ITA)                | AB-7                  |
| 23                                       | Pascal Eenkhoorn (NED)               | 49e                   |
| 24                                       | Tim Merlier (BEL) (weg)              | 148e                  |
| 25                                       | Valentin Paret-Peintre (FRA)         | 41e                   |
| 26                                       | Maximilian Schachmann (GER) (chrono) | 68e                   |
| 27                                       | Bert Van Lerberghe (BEL)             | 147e                  |
| 28                                       | Ilan Van Wilder (BEL)                | 32e                   |
| Ploegleider : Klaas Lodewyck, Tom Steels |                                      |                       |

| EF Education-EasyPost EFE                     | EF Education-EasyPost EFE | EF Education-EasyPost EFE |
| --------------------------------------------- | ------------------------- | ------------------------- |
| Nummer                                        | Wielrenner                | Ranglijst                 |
| 31                                            | Ben Healy (IRL)           | 9e                        |
| 32                                            | Vincenzo Albanese (ITA)   | 114e                      |
| 33                                            | Kasper Asgreen (DEN)      | 91e                       |
| 34                                            | Alex Baudin (FRA)         | 46e                       |
| 35                                            | Neilson Powless (USA)     | 47e                       |
| 36                                            | Harry Sweeny (AUS)        | 35e                       |
| 37                                            | Michael Valgren (DEN)     | 72e                       |
| 38                                            | Marijn van den Berg (NED) | NP-10                     |
| Ploegleider : Andreas Klier, Charles Wegelius |                           |                           |

| Intermarché-Wanty IWA                            | Intermarché-Wanty IWA           | Intermarché-Wanty IWA |
| ------------------------------------------------ | ------------------------------- | --------------------- |
| Nummer                                           | Wielrenner                      | Ranglijst             |
| 41                                               | Biniam Girmay (ERI)             | 132e                  |
| 42                                               | Louis Barré (FRA)               | 82e                   |
| 43                                               | Vito Braet (BEL)                | 143e                  |
| 44                                               | Hugo Page (FRA)                 | 138e                  |
| 45                                               | Laurenz Rex (BEL)               | 141e                  |
| 46                                               | Jonas Rutsch (GER)              | 128e                  |
| 47                                               | Roel van Sintmaartensdijk (NED) | 156e                  |
| 48                                               | Georg Zimmermann (GER) (weg)    | NP-10                 |
| Ploegleider : Pieter Vanspeybrouck, Aike Visbeek |                                 |                       |

| Bahrain Victorious TBV                             | Bahrain Victorious TBV  | Bahrain Victorious TBV |
| -------------------------------------------------- | ----------------------- | ---------------------- |
| Nummer                                             | Wielrenner              | Ranglijst              |
| 51                                                 | Santiago Buitrago (COL) | 40e                    |
| 52                                                 | Phil Bauhaus (GER)      | 151e                   |
| 53                                                 | Kamil Gradek (POL)      | 155e                   |
| 54                                                 | Jack Haig (AUS)         | AB-7                   |
| 55                                                 | Lenny Martinez (FRA)    | 79e                    |
| 56                                                 | Matej Mohorič (SLO)     | 126e                   |
| 57                                                 | Robert Stannard (AUS)   | 123e                   |
| 58                                                 | Fred Wright (GBR)       | 104e                   |
| Ploegleider : Roman Kreuziger, Vladimir Miholjević |                         |                        |

| Ineos Grenadiers IGD                              | Ineos Grenadiers IGD         | Ineos Grenadiers IGD |
| ------------------------------------------------- | ---------------------------- | -------------------- |
| Nummer                                            | Wielrenner                   | Ranglijst            |
| 61                                                | Geraint Thomas (GBR)         | 58e                  |
| 62                                                | Thymen Arensman (NED)        | 12e                  |
| 63                                                | Tobias Foss (NOR) (chrono)   | 70e                  |
| 64                                                | Filippo Ganna (ITA) (chrono) | AB-1                 |
| 65                                                | Axel Laurance (FRA)          | 53e                  |
| 66                                                | Carlos Rodríguez (ESP)       | NP-18                |
| 67                                                | Connor Swift (GBR)           | 109e                 |
| 68                                                | Samuel Watson (GBR) (weg)    | 115e                 |
| Ploegleider : Kurt-Asle Arvesen, Zakkari Dempster |                              |                      |

| Red Bull-Bora-Hansgrohe RBH                     | Red Bull-Bora-Hansgrohe RBH  | Red Bull-Bora-Hansgrohe RBH |
| ----------------------------------------------- | ---------------------------- | --------------------------- |
| Nummer                                          | Wielrenner                   | Ranglijst                   |
| 71                                              | Primož Roglič (SLO)          | 8e                          |
| 72                                              | Florian Lipowitz (GER)       | 3e                          |
| 73                                              | Jordi Meeus (BEL)            | 158e                        |
| 74                                              | Gianni Moscon (ITA)          | 105e                        |
| 75                                              | Laurence Pithie (NZL)        | 89e                         |
| 76                                              | Mick van Dijke (NED)         | 113e                        |
| 77                                              | Danny van Poppel (NED) (weg) | NP-17                       |
| 78                                              | Aleksandr Vlasov             | 27e                         |
| Ploegleider : Bernhard Eisel, Enrico Gasparotto |                              |                             |

| Lidl-Trek LTK                               | Lidl-Trek LTK                      | Lidl-Trek LTK |
| ------------------------------------------- | ---------------------------------- | ------------- |
| Nummer                                      | Wielrenner                         | Ranglijst     |
| 81                                          | Jonathan Milan (ITA)               | 146e          |
| 82                                          | Simone Consonni (ITA)              | 160e          |
| 83                                          | Thibau Nys (BEL)                   | 116e          |
| 84                                          | Quinn Simmons (USA) (weg)          | 59e           |
| 85                                          | Mattias Skjelmose (DEN)            | AB-14         |
| 86                                          | Toms Skujiņš (LAT) (weg en chrono) | 95e           |
| 87                                          | Jasper Stuyven (BEL)               | 62e           |
| 88                                          | Edward Theuns (BEL)                | 159e          |
| Ploegleider : Kim Andersen, Steven de Jongh |                                    |               |

| Groupama-FDJ GFC                                  | Groupama-FDJ GFC                | Groupama-FDJ GFC |
| ------------------------------------------------- | ------------------------------- | ---------------- |
| Nummer                                            | Wielrenner                      | Ranglijst        |
| 91                                                | Guillaume Martin-Guyonnet (FRA) | 16e              |
| 92                                                | Lewis Askey (GBR)               | 127e             |
| 93                                                | Cyril Barthe (FRA)              | NP-18            |
| 94                                                | Romain Grégoire (FRA)           | 34e              |
| 95                                                | Valentin Madouas (FRA)          | 21e              |
| 96                                                | Quentin Pacher (FRA)            | 45e              |
| 97                                                | Paul Penhoët (FRA)              | 111e             |
| 98                                                | Clément Russo (FRA)             | 93e              |
| Ploegleider : Stéphane Goubert, Benoît Vaugrenard |                                 |                  |

| Alpecin-Deceuninck ADC                              | Alpecin-Deceuninck ADC     | Alpecin-Deceuninck ADC |
| --------------------------------------------------- | -------------------------- | ---------------------- |
| Nummer                                              | Wielrenner                 | Ranglijst              |
| 101                                                 | Jasper Philipsen (BEL)     | AB-3                   |
| 102                                                 | Silvan Dillier (SUI)       | 131e                   |
| 103                                                 | Kaden Groves (AUS)         | 86e                    |
| 104                                                 | Xandro Meurisse (BEL)      | 22e                    |
| 105                                                 | Jonas Rickaert (BEL)       | 98e                    |
| 106                                                 | Mathieu van der Poel (NED) | NP-16                  |
| 107                                                 | Gianni Vermeersch (BEL)    | 103e                   |
| 108                                                 | Emiel Verstrynge (BEL)     | 65e                    |
| Ploegleider : Christoph Roodhooft, Frederik Willems |                            |                        |

| Tudor Pro Cycling Team TUD                        | Tudor Pro Cycling Team TUD | Tudor Pro Cycling Team TUD |
| ------------------------------------------------- | -------------------------- | -------------------------- |
| Nummer                                            | Wielrenner                 | Ranglijst                  |
| 111                                               | Julian Alaphilippe (FRA)   | 56e                        |
| 112                                               | Alberto Dainese (ITA)      | 119e                       |
| 113                                               | Marco Haller (AUT)         | 97e                        |
| 114                                               | Marc Hirschi (SUI)         | 78e                        |
| 115                                               | Fabian Lienhard (SUI)      | 157e                       |
| 116                                               | Marius Mayrhofer (GER)     | 83e                        |
| 117                                               | Michael Storer (AUS)       | 42e                        |
| 118                                               | Matteo Trentin (ITA)       | 99e                        |
| Ploegleider : Sylvain Blanquefort, Matteo Tosatto |                            |                            |

| Team Jayco AlUla JAY                           | Team Jayco AlUla JAY               | Team Jayco AlUla JAY |
| ---------------------------------------------- | ---------------------------------- | -------------------- |
| Nummer                                         | Wielrenner                         | Ranglijst            |
| 121                                            | Ben O'Connor (AUS)                 | 11e                  |
| 122                                            | Eddie Dunbar (IRL)                 | AB-8                 |
| 123                                            | Luke Durbridge (AUS) (weg)         | 137e                 |
| 124                                            | Dylan Groenewegen (NED)            | 150e                 |
| 125                                            | Luka Mezgec (SLO)                  | 152e                 |
| 126                                            | Lucas Plapp (AUS) (chrono)         | 121e                 |
| 127                                            | Elmar Reinders (NED)               | 140e                 |
| 128                                            | Mauro Schmid (SUI) (weg en chrono) | 101e                 |
| Ploegleider : Steve Cummings, David McPartland |                                    |                      |

| Arkéa-B&B Hotels ARK                     | Arkéa-B&B Hotels ARK     | Arkéa-B&B Hotels ARK |
| ---------------------------------------- | ------------------------ | -------------------- |
| Nummer                                   | Wielrenner               | Ranglijst            |
| 131                                      | Kévin Vauquelin (FRA)    | 7e                   |
| 132                                      | Amaury Capiot (BEL)      | 136e                 |
| 133                                      | Ewen Costiou (FRA)       | 51e                  |
| 134                                      | Arnaud Démare (FRA)      | 153e                 |
| 135                                      | Raúl García Pierna (ESP) | 26e                  |
| 136                                      | Mathis Le Berre (FRA)    | 61e                  |
| 137                                      | Cristian Rodríguez (ESP) | 20e                  |
| 138                                      | Clément Venturini (FRA)  | 43e                  |
| Ploegleider : Yvon Ledanois, Didier Rous |                          |                      |

| Movistar Team MOV                                | Movistar Team MOV       | Movistar Team MOV |
| ------------------------------------------------ | ----------------------- | ----------------- |
| Nummer                                           | Wielrenner              | Ranglijst         |
| 141                                              | Enric Mas (ESP)         | AB-18             |
| 142                                              | William Barta (USA)     | 102e              |
| 143                                              | Pablo Castrillo (ESP)   | 110e              |
| 144                                              | Nélson Oliveira (POR)   | 74e               |
| 145                                              | Iván García (ESP)       | 117e              |
| 146                                              | Gregor Mühlberger (AUT) | 18e               |
| 147                                              | Iván Romeo (ESP) (weg)  | 107e              |
| 148                                              | Einer Rubio (COL)       | 31e               |
| Ploegleider : José Vicente García, Pablo Lastras |                         |                   |

| Decathlon-AG2R La Mondiale DAT             | Decathlon-AG2R La Mondiale DAT | Decathlon-AG2R La Mondiale DAT |
| ------------------------------------------ | ------------------------------ | ------------------------------ |
| Nummer                                     | Wielrenner                     | Ranglijst                      |
| 151                                        | Felix Gall (AUT)               | 5e                             |
| 152                                        | Bruno Armirail (FRA) (chrono)  | 50e                            |
| 153                                        | Clément Berthet (FRA)          | 36e                            |
| 154                                        | Stefan Bissegger (SUI)         | AB-1                           |
| 155                                        | Oliver Naesen (BEL)            | 73e                            |
| 156                                        | Aurélien Paret-Peintre (FRA)   | 25e                            |
| 157                                        | Callum Scotson (AUS)           | 33e                            |
| 158                                        | Bastien Tronchon (FRA)         | 77e                            |
| Ploegleider : Cyril Dessel, Sébastien Joly |                                |                                |

| Cofidis COF                                         | Cofidis COF            | Cofidis COF |
| --------------------------------------------------- | ---------------------- | ----------- |
| Nummer                                              | Wielrenner             | Ranglijst   |
| 161                                                 | Emanuel Buchmann (GER) | 30e         |
| 162                                                 | Alex Aranburu (ESP)    | 81e         |
| 163                                                 | Bryan Coquard (FRA)    | NP-14       |
| 164                                                 | Jon Izagirre (ESP)     | 69e         |
| 165                                                 | Alexis Renard (FRA)    | 145e        |
| 166                                                 | Dylan Teuns (BEL)      | 90e         |
| 167                                                 | Benjamin Thomas (FRA)  | 154e        |
| 168                                                 | Damien Touzé (FRA)     | 94e         |
| Ploegleider : Gorka Gerrikagoitia, Thierry Marichal |                        |             |

| XDS Astana Team XAT                        | XDS Astana Team XAT                    | XDS Astana Team XAT |
| ------------------------------------------ | -------------------------------------- | ------------------- |
| Nummer                                     | Wielrenner                             | Ranglijst           |
| 171                                        | Harold Tejada (COL)                    | 44e                 |
| 172                                        | Davide Ballerini (ITA)                 | 135e                |
| 173                                        | Cees Bol (NED)                         | NP-12               |
| 174                                        | Clément Champoussin (FRA)              | 85e                 |
| 175                                        | Jevgeni Fjodorov (KAZ) (weg en chrono) | NP-20               |
| 176                                        | Sergio Higuita (COL)                   | 14e                 |
| 177                                        | Mike Teunissen (NED)                   | 80e                 |
| 178                                        | Simone Velasco (ITA)                   | 38e                 |
| Ploegleider : Dmitri Fofonov, Mark Renshaw |                                        |                     |

| Team TotalEnergies TEN                       | Team TotalEnergies TEN   | Team TotalEnergies TEN |
| -------------------------------------------- | ------------------------ | ---------------------- |
| Nummer                                       | Wielrenner               | Ranglijst              |
| 181                                          | Steff Cras (BEL)         | AB-14                  |
| 182                                          | Mathieu Burgaudeau (FRA) | 63e                    |
| 183                                          | Alexandre Delettre (FRA) | 55e                    |
| 184                                          | Thomas Gachignard (FRA)  | 60e                    |
| 185                                          | Emilien Jeannière (FRA)  | NP-5                   |
| 186                                          | Jordan Jegat (FRA)       | 10e                    |
| 187                                          | Anthony Turgis (FRA)     | 106e                   |
| 188                                          | Mattéo Vercher (FRA)     | 124e                   |
| Ploegleider : Lylian Lebreton, Romain Sicard |                          |                        |

| Team Picnic-PostNL TPP                           | Team Picnic-PostNL TPP     | Team Picnic-PostNL TPP |
| ------------------------------------------------ | -------------------------- | ---------------------- |
| Nummer                                           | Wielrenner                 | Ranglijst              |
| 191                                              | Oscar Onley (GBR)          | 4e                     |
| 192                                              | Warren Barguil (FRA)       | 23e                    |
| 193                                              | Pavel Bittner (CZE)        | 133e                   |
| 194                                              | Sean Flynn (GBR)           | 134e                   |
| 195                                              | Tobias Lund Andresen (DEN) | 96e                    |
| 196                                              | Niklas Märkl (GER)         | 112e                   |
| 197                                              | Tim Naberman (NED)         | 120e                   |
| 198                                              | Frank van den Broek (NED)  | 39e                    |
| Ploegleider : Christian Guiberteau, Pim Ligthart |                            |                        |

| Israel-Premier Tech IPT                | Israel-Premier Tech IPT | Israel-Premier Tech IPT |
| -------------------------------------- | ----------------------- | ----------------------- |
| Nummer                                 | Wielrenner              | Ranglijst               |
| 201                                    | Michael Woods (CAN)     | 52e                     |
| 202                                    | Pascal Ackermann (GER)  | 125e                    |
| 203                                    | Joseph Blackmore (GBR)  | 48e                     |
| 204                                    | Guillaume Boivin (CAN)  | 149e                    |
| 205                                    | Matis Louvel (FRA)      | 100e                    |
| 206                                    | Aleksej Loetsenko (KAZ) | 92e                     |
| 207                                    | Krists Neilands (LAT)   | 88e                     |
| 208                                    | Jake Stewart (GBR)      | 108e                    |
| Ploegleider : Steve Bauer, Dror Pekatz |                         |                         |

| Lotto LOT                                | Lotto LOT                 | Lotto LOT |
| ---------------------------------------- | ------------------------- | --------- |
| Nummer                                   | Wielrenner                | Ranglijst |
| 211                                      | Arnaud De Lie (BEL)       | 142e      |
| 212                                      | Jenno Berckmoes (BEL)     | 66e       |
| 213                                      | Jasper De Buyst (BEL)     | NP-5      |
| 214                                      | Jarrad Drizners (AUS)     | 129e      |
| 215                                      | Sébastien Grignard (BEL)  | 144e      |
| 216                                      | Eduardo Sepúlveda (ARG)   | 122e      |
| 217                                      | Lennert Van Eetvelt (BEL) | NP-15     |
| 218                                      | Brent Van Moer (BEL)      | 84e       |
| Ploegleider : Mario Aerts, Tony Gallopin |                           |           |

| Uno-X Mobility UXM                                                | Uno-X Mobility UXM               | Uno-X Mobility UXM |
| ----------------------------------------------------------------- | -------------------------------- | ------------------ |
| Nummer                                                            | Wielrenner                       | Ranglijst          |
| 221                                                               | Tobias Halland Johannessen (NOR) | 6e                 |
| 222                                                               | Jonas Abrahamsen (NOR)           | 71e                |
| 223                                                               | Magnus Cort (DEN)                | 130e               |
| 224                                                               | Stian Fredheim (NOR)             | 139e               |
| 225                                                               | Markus Hoelgaard (NOR)           | 64e                |
| 226                                                               | Anders Halland Johannessen (NOR) | 76e                |
| 227                                                               | Andreas Leknessund (NOR) (weg)   | 57e                |
| 228                                                               | Søren Wærenskjold (NOR)          | AB-10              |
| Ploegleider : Stig Kristiansen, Gabriel Rasch, Christian Andersen |                                  |                    |

## Etappe-overzicht
Op 12 oktober 2023 werd bevestigd dat de Grand Départ aan de stad Rijsel (Lille) werd toegewezen. Het volledig parcours werd door ASO voorgesteld in het Palais des congrès de Paris op 29 oktober 2024.
| Datum   | Etappe                 | Start – Finish                               | Afstand (in km)        | Type                   | Winnaar                | Ploeg                  | Klassementsleider      |
| ------- | ---------------------- | -------------------------------------------- | ---------------------- | ---------------------- | ---------------------- | ---------------------- | ---------------------- |
| 5 juli  | 1                      | Lille Métropole - Lille Métropole            | 184,9                  | Vlakke rit             | Jasper Philipsen       | Alpecin-Deceuninck     | Jasper Philipsen       |
| 6 juli  | 2                      | Lauwin-Planque – Boulogne-sur-Mer            | 209,1                  | Heuvelrit              | Mathieu van der Poel   | Alpecin-Deceuninck     | Mathieu van der Poel   |
| 7 juli  | 3                      | Valenciennes – Dunkerque                     | 178,3                  | Vlakke rit             | Tim Merlier            | Soudal Quick-Step      | Mathieu van der Poel   |
| 8 juli  | 4                      | Amiens Métropole – Rouen                     | 174,2                  | Heuvelrit              | Tadej Pogačar          | UAE Team Emirates-XRG  | Mathieu van der Poel   |
| 9 juli  | 5                      | Caen – Caen                                  | 33,0                   | Individuele tijdrit    | Remco Evenepoel        | Soudal Quick-Step      | Tadej Pogačar          |
| 10 juli | 6                      | Bayeux – Vire Normandie                      | 201,5                  | Heuvelrit              | Ben Healy              | EF Education-EasyPost  | Mathieu van der Poel   |
| 11 juli | 7                      | Saint-Malo – Mûr-de-Bretagne                 | 197,0                  | Heuvelrit              | Tadej Pogačar          | UAE Team Emirates-XRG  | Tadej Pogačar          |
| 12 juli | 8                      | Saint-Méen-le-Grand – Laval - Espace Mayenne | 171,4                  | Vlakke rit             | Jonathan Milan         | Lidl-Trek              | Tadej Pogačar          |
| 13 juli | 9                      | Chinon – Châteauroux                         | 174,1                  | Vlakke rit             | Tim Merlier            | Soudal Quick-Step      | Tadej Pogačar          |
| 14 juli | 10                     | Ennezat – Le Mont-Dore (Puy de Sancy)        | 165,3                  | Bergrit                | Simon Yates            | Visma \| Lease a Bike  | Ben Healy              |
| 15 juli | Rustdag in Toulouse    | Rustdag in Toulouse                          | Rustdag in Toulouse    | Rustdag in Toulouse    | Rustdag in Toulouse    | Rustdag in Toulouse    | Rustdag in Toulouse    |
| 16 juli | 11                     | Toulouse – Toulouse                          | 156,8                  | Vlakke rit             | Jonas Abrahamsen       | Uno-X Mobility         | Ben Healy              |
| 17 juli | 12                     | Auch – Hautacam                              | 180,6                  | Bergrit                | Tadej Pogačar          | UAE Team Emirates-XRG  | Tadej Pogačar          |
| 18 juli | 13                     | Loudenvielle – Peyragudes                    | 10,9                   | Klimtijdrit            | Tadej Pogačar          | UAE Team Emirates-XRG  | Tadej Pogačar          |
| 19 juli | 14                     | Pau – Saint-Aventin (Luchon-Superbagnères)   | 182,6                  | Bergrit                | Thymen Arensman        | INEOS Grenadiers       | Tadej Pogačar          |
| 20 juli | 15                     | Muret – Carcassonne                          | 169,3                  | Heuvelrit              | Tim Wellens            | UAE Team Emirates-XRG  | Tadej Pogačar          |
| 21 juli | Rustdag in Montpellier | Rustdag in Montpellier                       | Rustdag in Montpellier | Rustdag in Montpellier | Rustdag in Montpellier | Rustdag in Montpellier | Rustdag in Montpellier |
| 22 juli | 16                     | Montpellier – Mont Ventoux                   | 171,5                  | Bergrit                | Valentin Paret-Peintre | Soudal Quick-Step      | Tadej Pogačar          |
| 23 juli | 17                     | Bollène – Valence                            | 160,4                  | Vlakke rit             | Jonathan Milan         | Lidl-Trek              | Tadej Pogačar          |
| 24 juli | 18                     | Vif – Courchevel (Col de la Loze)            | 171,5                  | Bergrit                | Ben O'Connor           | Team Jayco AlUla       | Tadej Pogačar          |
| 25 juli | 19                     | Albertville – La Plagne                      | 93,1                   | Bergrit                | Thymen Arensman        | INEOS Grenadiers       | Tadej Pogačar          |
| 26 juli | 20                     | Nantua – Pontarlier                          | 184,2                  | Heuvelrit              | Kaden Groves           | Alpecin-Deceuninck     | Tadej Pogačar          |
| 27 juli | 21                     | Mantes-la-Ville – Parijs (Champs-Élysées)    | 132,3                  | Vlakke rit             | Wout van Aert          | Visma \| Lease a Bike  | Tadej Pogačar          |
| Datum   | Etappe                 | Start – Finish                               | Afstand (in km)        | Type                   | Winnaar                | Ploeg                  | Klassementsleider      |

## Klassementsleiders na elke etappe
| Etappe 0       | Algemeen klassement  | Puntenklassement   | Bergklassement    | Jongerenklassement | Ploegenklassement       | Strijdlust                        |
| -------------- | -------------------- | ------------------ | ----------------- | ------------------ | ----------------------- | --------------------------------- |
| 1              | Jasper Philipsen     | Jasper Philipsen 1 | Benjamin Thomas   | Biniam Girmay      | Tudor Pro Cycling Team  | Mattéo Vercher                    |
| 2              | Mathieu van der Poel | Jasper Philipsen 1 | Tadej Pogačar     | Kévin Vauquelin    | Groupama-FDJ            | Bruno Armirail                    |
| 3              | Mathieu van der Poel | Jonathan Milan     | Tim Wellens       | Kévin Vauquelin    | Groupama-FDJ            | Niet uitgereikt                   |
| 4              | Mathieu van der Poel | Jonathan Milan     | Tadej Pogačar 2   | Kévin Vauquelin    | Visma \| Lease a Bike   | Lenny Martinez                    |
| 5              | Tadej Pogačar        | Tadej Pogačar 3    | Tadej Pogačar 2   | Remco Evenepoel    | Visma \| Lease a Bike   | Niet uitgereikt                   |
| 6              | Mathieu van der Poel | Jonathan Milan     | Tim Wellens       | Remco Evenepoel    | Visma \| Lease a Bike   | Ben Healy                         |
| 7              | Tadej Pogačar        | Tadej Pogačar 3    | Tim Wellens       | Remco Evenepoel    | Visma \| Lease a Bike   | Ewen Costiou                      |
| 8              | Tadej Pogačar        | Jonathan Milan     | Tim Wellens       | Remco Evenepoel    | Visma \| Lease a Bike   | Mathieu Burgaudeau Mattéo Vercher |
| 9              | Tadej Pogačar        | Jonathan Milan     | Tim Wellens       | Remco Evenepoel    | Visma \| Lease a Bike   | Jonas Rickaert                    |
| 10             | Ben Healy            | Jonathan Milan     | Lenny Martinez    | Ben Healy 4        | Visma \| Lease a Bike   | Ben Healy                         |
| 11             | Ben Healy            | Jonathan Milan     | Lenny Martinez    | Ben Healy 4        | Visma \| Lease a Bike   | Jonas Abrahamsen                  |
| 12             | Tadej Pogačar        | Jonathan Milan     | Tadej Pogačar 5   | Remco Evenepoel    | Visma \| Lease a Bike   | Bruno Armirail                    |
| 13             | Tadej Pogačar        | Jonathan Milan     | Tadej Pogačar 5   | Remco Evenepoel    | Visma \| Lease a Bike   | Niet uitgereikt                   |
| 14             | Tadej Pogačar        | Jonathan Milan     | Lenny Martinez    | Florian Lipowitz   | Visma \| Lease a Bike   | Lenny Martinez                    |
| 15             | Tadej Pogačar        | Jonathan Milan     | Lenny Martinez    | Florian Lipowitz   | Visma \| Lease a Bike   | Michael Storer                    |
| 16             | Tadej Pogačar        | Jonathan Milan     | Tadej Pogačar 5 6 | Florian Lipowitz   | Visma \| Lease a Bike   | Ben Healy                         |
| 17             | Tadej Pogačar        | Jonathan Milan     | Tadej Pogačar 5 6 | Florian Lipowitz   | Visma \| Lease a Bike   | Quentin Pacher                    |
| 18             | Tadej Pogačar        | Jonathan Milan     | Tadej Pogačar 5 6 | Florian Lipowitz   | Visma \| Lease a Bike   | Ben O'Connor                      |
| 19             | Tadej Pogačar        | Jonathan Milan     | Tadej Pogačar 5 6 | Florian Lipowitz   | Visma \| Lease a Bike   | Thymen Arensman                   |
| 20             | Tadej Pogačar        | Jonathan Milan     | Tadej Pogačar 5 6 | Florian Lipowitz   | Visma \| Lease a Bike   | Harry Sweeny                      |
| 21             | Tadej Pogačar        | Jonathan Milan     | Tadej Pogačar 5 6 | Florian Lipowitz   | Visma \| Lease a Bike   | Niet uitgereikt                   |
| Eindklassement | Tadej Pogačar        | Jonathan Milan     | Tadej Pogačar     | Florian Lipowitz   | Team Visma-Lease a Bike | Ben Healy                         |

- 1 Tijdens etappe 2 droeg Anthony Turgis als nummer 3 de groene trui, omdat nummer 1 Jasper Philipsen de gele trui en nummer 2 Biniam Girmay de witte trui droeg.
- 2 Tijdens etappe 6 droeg Jonas Vingegaard, als nummer 3 de bolletjestrui, omdat nummer 1 Tadej Pogačar de gele trui droeg en nummer 2 Tim Wellens voorkeur gaf aan het dragen van de Belgische kampioenstrui.
- 3 Tijdens etappes 6 en 8 droeg Jonathan Milan als nummer 2 de groene trui, omdat nummer 1 Tadej Pogačar de gele trui droeg.
- 4 Tijdens etappe 11 en 12 droeg Remco Evenepoel als nummer 2 de witte trui, omdat nummer 1 Ben Healy de gele trui droeg.
- 5 Tijdens etappe 13, 16 en 17 droeg Lenny Martinez als nummer 2 de bolletjestrui, omdat nummer 1 Tadej Pogačar de gele trui droeg.
- 6 Tijdens etappes 18 t/m 21 droeg Jonas Vingegaard, als nummer 2 de bolletjestrui, omdat nummer 1 Tadej Pogačar de gele trui droeg.